# جو هاجين
جو هاجين (بالإنجليزية: Joe Hagin) (و. 1956 – م) هو سياسي من الولايات المتحدة الأمريكية .
وهو عضو في الحزب الجمهوري .